# Burlöv Center
Burlöv Center är ett köpcentrum i Arlöv i Burlövs kommun utanför Malmö. Köpcentret öppnades 1971 och utgör kommunens främsta handelsområde. På en yta av 34 000 kvadratmeter ryms cirka 55 butiker. Brevid ligger järnvägsstationen Burlövs station och på andra sidan om köpcentrumet tidigare busshållplats för linje 130. (Nu har buss linje 130 och 172 hållplats vid stationen istället). Avståndet till centrala Malmö är omkring 7 kilometer och till centrala Lund omkring 10. I folkmun kallas köpcentrumet ibland fortfarande för Obs!, vilket förut var ett stort varuhus som senare bytte namn till Coop men idag kallas det Burlöv Center. Sedan 2019 är det ICA Maxi som huserar i Obs! gamla lokaler.

## Historik
Burlöv Center invigdes den 22 april 1971. Köpcentrumet ägdes av Wihlborgs fram till april 2001 när det såldes till Schroder European Property Fund, som kort därefter bytte namn till Eurocommercial. I juni 2006 invigdes en utbyggnad. År 2012 sålde Eurocommercial köpcentrumet till Grosvenor Fund Management. I december 2020 såldes det igen till Trianon och Wallfast.

## Stormarknaden
Obs! öppnade den 22 april 1971, samtidigt som resten av Burlöv Center. Det var Konsumentföreningen Solidars första stormarknad och den samlade kooperationens elfte. År 2018 meddelades det att Coop Forum skulle lägga ner, vilket skedde 31 januari 2019. Redan innan nedläggningen stod det klart att ICA Maxi skulle ta över Obs! tidigare lokal och öppnade den 21 augusti 2019.
Kort efter nedläggningen meddelade Coop att man avsåg att återkomma till Burlöv med en stormarknad i en nybyggd lokal nära Burlöv Center. Byggnaden färdigställdes våren 2021 med planerad öppning på hösten samma år. Nya Stora Coop Burlöv öppnade den 16 september 2021, mittemot Burlöv Center.

## Planer
I samband med Södra stambanans utbyggnad mellan Arlöv och Lund (riktning mot Klostergården/Ringvägen) till fyra spår 2017–2023 planerar kommunen för stora stadsbyggnadsprojekt kring stationsområdet och köpcentrumet. Däremot är stationen redan färdig och öppnad. Det underlättar eftersom utvalda Öresundståg gör uppehåll i Burlöv station. Främst avgångarna till Kalmar/Karlskrona via Hässleholm stannar där med lite fler avgångar än så. Samt alla Pågatåg och Pågatåg Express stannar där.